# Kelly Asbury

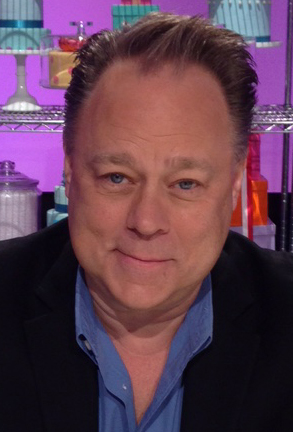
Kelly Adam Asbury, 2016

Kelly Adam Asbury (* 15. Januar 1960 in Beaumont, Texas; † 26. Juni 2020 in Encino, Kalifornien) war ein US-amerikanischer Animator, Filmregisseur und Drehbuchautor.

## Leben
Wegen seiner frühen Begeisterung fürs Zeichnen schrieb Asbury bereits mit 17 Jahren einen Brief an Disney mit der Bitte, bei zukünftigen Produktionen mitarbeiten zu dürfen. Zur eigenen Überraschung erhielt er eine Antwort des Produktionsmanagers, es mit einem Trainee-Programm zu versuchen. Und so besuchte Asbury nach einem Zwischenstopp an der Lamar University von 1978 bis 1980 das California Institute of the Arts. Dort studierte er zeitgleich mit Rob Minkoff, Chris Sanders, Kirk Wise und Gary Trousdale. Nach einem kurzen Zwischenstopp als Storyboard-Zeichner bei The Littles begann seine Karriere bei Disney mit der Mitarbeit an Taran und der Zauberkessel. Bis 1995 mit seinem letzten Projekt Toy Story blieb er bei Disney und arbeitete an Filmen wie Arielle, die Meerjungfrau, Die Schöne und das Biest und Nightmare Before Christmas. Anschließend wechselte er zu Dreamworks und durfte mit Spirit – Der wilde Mustang zum ersten Mal Regie bei einem Animationsfilm führen. Für Shrek 2 – Der tollkühne Held kehrt zurück und Shrek der Dritte war Asbury auch erstmals als Synchronsprecher tätig. 2011 kam Gnomeo und Julia in die Kinos. Bereits im Januar 2006 hatte Produzent Baker Bloodworth sich bei ihm gemeldet und angeboten, bei Gnomeo und Julia Regie zu führen. Daraufhin arbeitete Asbury über Jahre mit dem Sänger Elton John und britischen Schauspielern wie Patrick Stewart und Michael Caine an diesem Projekt.
Da ihn die Kunst des Bauchredens bereits seit Kindheit faszinierte, schrieb er ein Buch über fünf bekannte Bauchredner des 20. Jahrhunderts. Über 10 Jahre versuchte er das Buch verlegen zu lassen, bevor er mit Angel City Press einen Verleger fand, der das Buch Dummy Days 2003 veröffentlichte.
Asbury war vom 9. November 1990 bis zum März 2006 mit der Zeichnerin Loretta Weeks verheiratet. Beide hatten sich während der Produktion zu Arielle, die Meerjungfrau kennengelernt.
Er erlag im Juni 2020 im Alter von 60 Jahren einer Krebserkrankung.

## Filmografie (Auswahl)
- 1984: The Littles (Fernsehserie, Storyboard, 8 Episoden)
- 1985: Taran und der Zauberkessel (The Black Cauldron, Zeichner)
- 1989: Arielle, die Meerjungfrau (The Little Mermaid, Visual Development)
- 1991: Die Schöne und das Biest (Beauty and the Beast)
- 1993: Nightmare Before Christmas (Art Director – Assistenz)
- 1995: Toy Story
- 2002: Spirit – Der wilde Mustang (Spirit – Stallion of the Cimarron)
- 2004: Shrek 2 – Der tollkühne Held kehrt zurück (Shrek 2)
- 2007: Shrek der Dritte (Shrek the Third)
- 2011: Gnomeo und Julia (Gnomeo and Juliet)
- 2017: Die Schlümpfe – Das verlorene Dorf (Smurfs: The Lost Village)
- 2019: UglyDolls